# Intel 82284

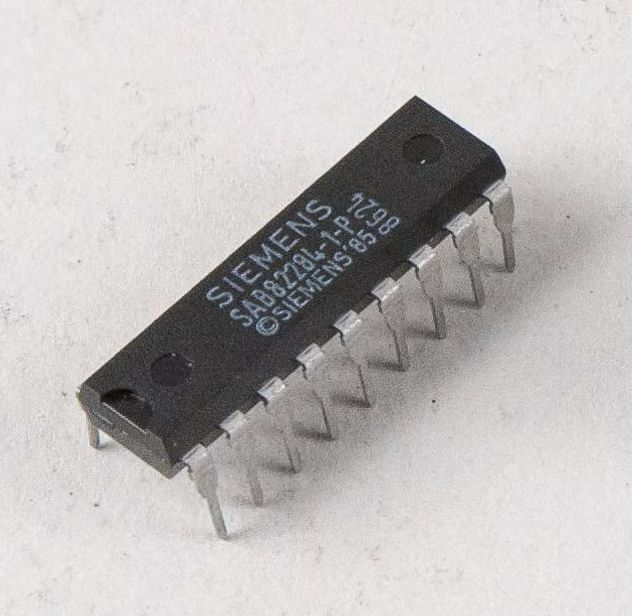
Siemens SAB82284 im Deutschen Museum

Der Intel 82284 ist ein Oszillator-Chip, der für den Intel-80286-Prozessor entwickelt wurde. Der Baustein wird im 18-Pin-DIL-Gehäuse geliefert und an AMD, Fujitsu, Siemens u. a. lizenziert. Er besteht aus einem Taktgenerator und einer Zusatzlogik zur READY/RESET-Steuerung. Im IBM PC AT wird er in Nachfolge zum 8284 verwendet.